# مرجع
مرجع در علوم گوناگون در معانی مختلف به کار رفته‌است.

## هنر
در هنر مرجع چیزی است که یک اثر هنری بر پایه آن به وجود آمده است. این مرجع ممکن است یک کار هنری موجود، یک شی بازتولیدشده (عکس) یا مشاهده‌شده (توسط شخص)، یا سرچشمه‌گرفته از حافظهٔ هنرمند باشد.

## دین
به هریک از مراجع تقلید، یک مرجع می‌گویند.

## نوشته‌های دانشگاهی
در ادبیات دانشگاهی، یک مرجع یک کار چاپ‌شده پیشین توسط ناشران دانشگاهی است که به عنوان منبعی برای نظریه‌ها یا ادعاها در متنی که یک پژوهشگر می‌نویسد به آن ارجاع می‌دهد.
در  مهندسی نرم‌افزار، مراجع (References) به متغیرها و اشیاء خیلی سبک و کم‌حجمی گفته می‌شود که از آن‌ها برای اشاره کردن و ارجاع دادن به اشیاء نسبتاً سنگین و حجیم نرم‌افزاری  استفاده می‌شود.

## هندسه
در هندسه یک نقطه مرجع نقطه‌ای است که مکان نقطه‌های دیگر را نسبت به آن تعیین می‌کنند. 

## کتابخانه‌ها
در یک کتابخانه منظور از مرجع (ریفرنس)، لغتنامه، دانشنامه و کارهای مرجع دیگر است که شامل تعداد زیادی مبحث کوتاه می‌شوند و بخش‌های وسیعی از دانش خلاصه‌وار در یک یا چند کتاب پوشش می‌دهند. با اینحال در کتابخانه مرجع به کتابی که نمی‌توان آن را از کتابخانه بیرون برد نیز گفته می‌شود. بسیاری از کتاب‌هایی که در بخش مراجع کتابخانه قرار می‌گیرند کارهای مرجه هستند اما تعدادی از آن‌ها هم کتاب‌هایی هستند که آن‌قدر حجیم یا باارزش هستند که نمی‌توان امانت دادشان. برعکس کتاب‌های مرجعی هم وجود دارند که امانت داده می‌شوند.
خدمات مرجع گسترده است.